# Boalmari
Boalmari è un sottodistretto (upazila) del Bangladesh situato nel distretto di Faridpur, divisione di Dacca. Si estende su una superficie di 272,34 km² e conta una popolazione di 190.159 abitanti (dato censimento 1991).